# Contre la montre : combattre le sida en Afrique

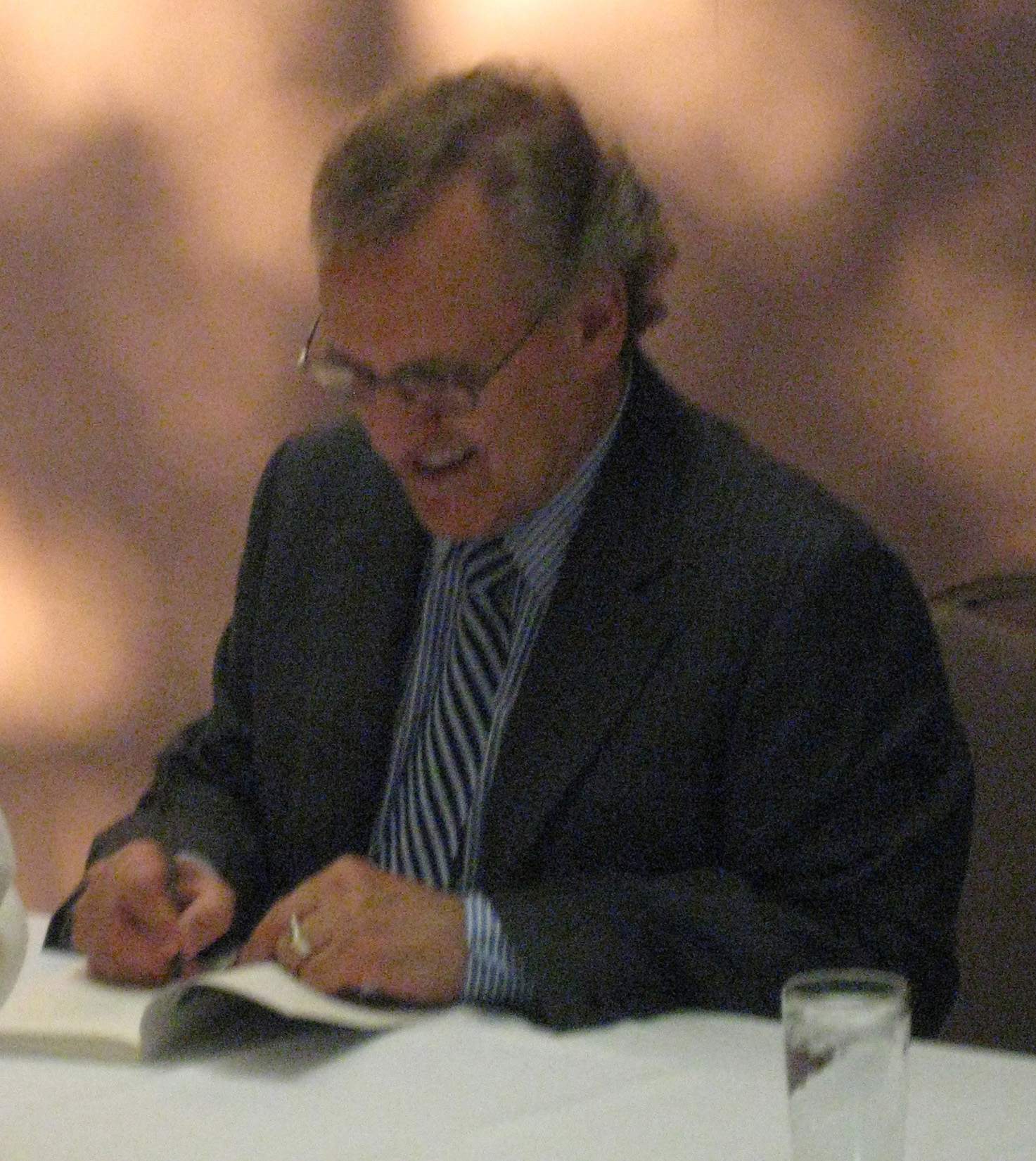
Stephen Lewis lors d'une dédicace.

Contre-la-montre : combattre le sida en Afrique (titre original : Race Against Time: Searching for Hope in AIDS-Ravaged Africa) est un essai du canadien Stephen Lewis réalisé dans le cadre des conférences Massey qui se déroulent chaque année à l'Université de Toronto. Écrit durant le premier semestre de l'année 2005, il est sorti la même année chez l'éditeur canadien House of Anansi Press. Une campagne de conférences, animées par l'auteur lui-même, a conjointement été organisée à travers le Canada, chaque chapitre du livre donnant lieu à un sujet de conférence dans une ville différente. Elle s'est déroulée du 18 octobre à Vancouver au 28 octobre à Toronto, et les discours enregistrés furent ensuite diffusés, du 7 au 11 novembre, sur la radio publique canadienne CBC Radio One. L'auteur, Stephen Lewis, social-démocrate canadien, avait les fonctions, au moment de l'écriture du livre, d'envoyé spécial de l'ONU pour le VIH/sida en Afrique, et d'ambassadeur du Canada aux Nations unies. Les critiques et accusations qu'il livre à l'égard des Nations unies, des organisations internationales et de diplomates qu'il désigne nommément furent qualifiés par certains commentateurs de contraires à ses fonctions diplomatiques, certains allant jusqu'à exiger son éviction des postes qu'il occupait.
Tant dans son livre que dans ses interventions, Stephen Lewis affirme que des changements significatifs sont indispensables à la réalisation, à l'échéance de 2015, des objectifs fixés par l'ONU concernant le développement, connus sous le nom de « Objectifs du millénaire pour le développement ». L'auteur explique notamment le contexte historique, depuis les années 1980, dans lequel l'Afrique se trouve, citant les différentes politiques successives désastreuses de certains institutions financières qui ont contribué à augmenter plus qu'a réduire la pauvreté. Il met en relation les programmes de réforme structurelle des politiques de prêt, et notamment leurs conditions quant aux dépenses de santé et d'infrastructures scolaires, avec la propagation incontrôlée du virus du SIDA et son incidence économique. Lewis traite également de la discrimination envers les femmes et de l'éducation des enfants. Pour résoudre ses problèmes, il propose, entre autres solutions potentielles, une augmentation significative des budgets versés par les pays du G8.

## Sources
- (en) Cet article est partiellement ou en totalité issu de l’article de Wikipédia en anglais intitulé « Race Against Time: Searching for Hope in AIDS-Ravaged Africa » (voir la liste des auteurs).